# وی‌وی
وی‌وی (انگلیسی: WayV; چینی: 威神V; پین‌یین: WēiShén V; سرواژهٔ We are your Vision) یک گروه پسرانه چینی و چهارمین زیرمجموعهٔ گروه پسرانهٔ کره‌ای ان‌سی‌تی است و توسط شرکت تابعه چینی اس‌ام انترتینمنت به نام لیبل وی مدیریت می‌شود.
این گروه چندین جایزه از جشنواره‌های ملی و بین‌المللی از جمله آرتیست آسیایی مورد علاقه در جوایز موسیقی آسیایی ام‌نت ۲۰۲۰ و بهترین پرفورمنس رقص (چینی) در جوایز موسیقی پاپ آسیایی برای تک‌آهنگ سال ۲۰۲۱ خود به نام «Kick Back» دریافت کرده‌اند.

## اعضا

### فعلی

#### فعال
- کون (钱锟)[۱۰] — لیدر[۱۱]
- تن (ชิตพล ลี้ชัยพรกุล/李永钦)[۱۲]
- وین‌وین (董思成)[۱۳]
- شیائوجون (肖德俊)[۱۴]
- هندری (黄冠亨)[۱۵]
- یانگ‌یانگ (刘扬扬)[۱۶]

#### غیرفعال
- لوکاس (黄旭熙)[۱۷]